# Exilatul din Planetopolis
Exilatul din Planetopolis este un roman științifico-fantastic distopic din 1972 de Victor Bârlădeanu. A apărut la Editura Albatros în colecția Fantastic Club. Tema romanului este contactul pașnic între civilizații.

## Rezumat
O navă spațială terestră către Saturn întâmpină probleme tehnice. Flaviana este trimisă să cerceteze avariile unui modul de salvare, dar este răpită de o forță cosmică necunoscută și dispare din raza senzorilor. Modulul în care se află Flaviana coboară pe un satelit al lui Saturn și ea își dă seama că poate respira deoarece satelitul a fost terraformat prin inginerie planetară de un umanoid extraterestru, de culoare albastră, care afirmă că e de pe planeta Elgo din sistemul Proxima Centauri.

## Legături externe
- en  Istoria publicării lucrării Exilatul din Planetopolis la Internet Speculative Fiction Database
- en  Istoria publicării lucrării Exilatul din Planetopolis la Internet Speculative Fiction Database